# 黎輿
黎輿（越南语：／；？—1960年8月31日），又名黎登輿，號楚狂（越南语：／），越南文學家、史學家。

## 生平
黎輿是廣南省奠磐府農山社人，早年在家鄉學習儒學。1900年，他追隨阮伯卓、潘魁到河內學習法文。學成後加入東京義塾工作，並響應東遊運動，前往日本遊學。1908年8月，日本與法國達成協約，驅逐國內越南留學生。黎輿因此離開日本，前往中國。在國外期間，黎輿曾到訪朝鮮半島，而且發現了自稱是越南李朝皇子李龍祥後裔的花山李氏。
1925年，黎輿回到越南，進入北圻統使府工作，後又轉入遠東博古學院工作。
1960年8月31日，黎輿去世。

## 作品
黎輿撰寫、編輯的書籍、文章眾多。包括《草澤英雄》、《鵬郡公歷史》、《西山外史》、《國音詩文叢話》、《南國女流》、《女流文學史》、《白雲庵詩文集》、《渭川詩文集》等等，早年多發表在《南風雜誌》等雜誌報刊上，30年代以後開始單行出版。

## 家庭
黎舆的妻子潘氏，是知府潘珍之女，好友潘瓌的姐妹。